# Bubo scandiacus
El búho nival, (Bubo scandiacus)es una especie de ave estrigiforme de la familia Strigidae. En Estados Unidos se le conoce también como búho de las nieves, búho del Ártico o el gran búho blanco. Es un búho bastante reconocible que habita la tundra de Asia, Norteamérica y Europa. El búho nival es el ave oficial de la provincia canadiense de Quebec.

## Taxonomía
El búho nival fue una de las muchas especies descritas por Carlos Linneo en 1758 siendo nombrado como Strix scandica. Hasta hace poco era considerado el único miembro de su propio género y recibía la denominación de Nyctea scandica, pero estudios recientes de la secuencia de ADN del genoma mitocondrial del citocromo b muestran que está estrechamente relacionado con el género Bubo, por lo que fue trasladado a dicho género. Sin embargo, algunas autoridades cuestionan esta clasificación y siguen usando Nyctea. No se le reconocen subespecies.

## Descripción
Esta ave de ojos dorados y pico negro mide de 53 a 65 cm de longitud y de 120 a 150 cm de envergadura y pueden pesar entre 1,6 y 3 kg. Es una de las especies de búhos más grandes y en América del Norte es, de media, la especie de búho más pesada. Su nota más característica es su plumaje blanco, que le sirve de camuflaje para el ambiente en el que vive. Su coloración, su grueso plumaje y sus patas con garras muy emplumadas son adaptaciones de su vida en el círculo polar ártico. Los sexos se diferencian por el modo en que se distribuyen las manchas oscuras  en el plumaje blanco. El macho adulto es prácticamente blanco en su totalidad con un disco facial poco definido y con algunas manchas oscuras en las puntas de plumas primarias y secundarias. La hembra, en cambio, solo tiene blanco puro la cara, la parte superior del pecho y la parte interna de las alas. El resto del cuerpo presenta manchas y barras de color negro o marrón oscuro. Las crías son de color marrón grisáceo oscuro. En ambos sexos, los mechones de las orejas son tan pequeños que no son visibles.

## Distribución y hábitat
Natural del círculo polar ártico de Asia, América y Europa, se encuentra exclusivamente en la tundra. Es raro que se aventure en bosques. Durante el invierno migra a latitudes más templadas, donde se lo puede encontrar en praderas y dunas costeras.
Es una especie rara divagante en España. En noviembre de 2021 llegaron a la costa asturiana dos ejemplares, un macho y una hembra y otro a la costa de Cantabria, que posteriormente murió por agotamiento.

## Comportamiento
Los búhos nivales son diurnos y están activos desde el amanecer hasta el anochecer. Hacen vuelos cortos, cerca del suelo, de percha en percha, y generalmente se posan en el suelo o en un poste bajo. Durante los meses cálidos se suelen termorregular tomando el sol, jadeando y extendiendo las alas. 
La dieta del búho nival se basa principalmente en lemmings y otros pequeños roedores, pero en momentos de baja densidad de presas, o durante el período de cría de la perdiz nival, suelen cazar ejemplares jóvenes de esta especie. También cazan otras especies de mamíferos: liebres, ratas almizcleras, marmotas, ardillas, conejos, topos y mapaches. Entre las aves que cazan están: la perdiz nival, patos, gansos, faisanes, urogallos, fochas y gaviotas. También se alimentan, aunque en menor medida, de peces y carroña. La dependencia que los depredadores de la tundra ártica tienen de los lemmings es tal que, durante los años en que sus poblaciones alcanzan su máximo, los animales cazadores tienen también las camadas más abundantes, las aves sacan adelante más pollos y las densidades de carnívoros sobre la tundra aumentan considerablemente.
Son cazadores oportunistas y sus presas pueden variar considerablemente, especialmente en invierno. Su técnica de caza consiste básicamente en posarse y esperar; aunque las presas también pueden ser capturadas en el suelo o en el aire, y los peces los atrapa con sus garras en la superficie del agua. Cada ave debe capturar aproximadamente de 7 a 12 ratones por día para satisfacer sus necesidades alimentarias y puede comer más de 1600 lemmings por año. Los búhos nivales se tragan enteras sus presas pequeñas. Los jugos estomacales digieren la carne, mientras que los huesos, dientes, pelaje y plumas no digeribles se compactan y son regurgitados entre 18 y 24 horas después de la comida. 
Cuando cazan presas más grandes las despedazan en trozos pequeños y la regurgitación no es necesaria. Los búhos nivales no cazan cerca de sus nidos, por lo que otras aves, como el ansar nival, a menudo anidan cerca para aprovecharse de que los búhos expulsan a los depredadores como los zorros.

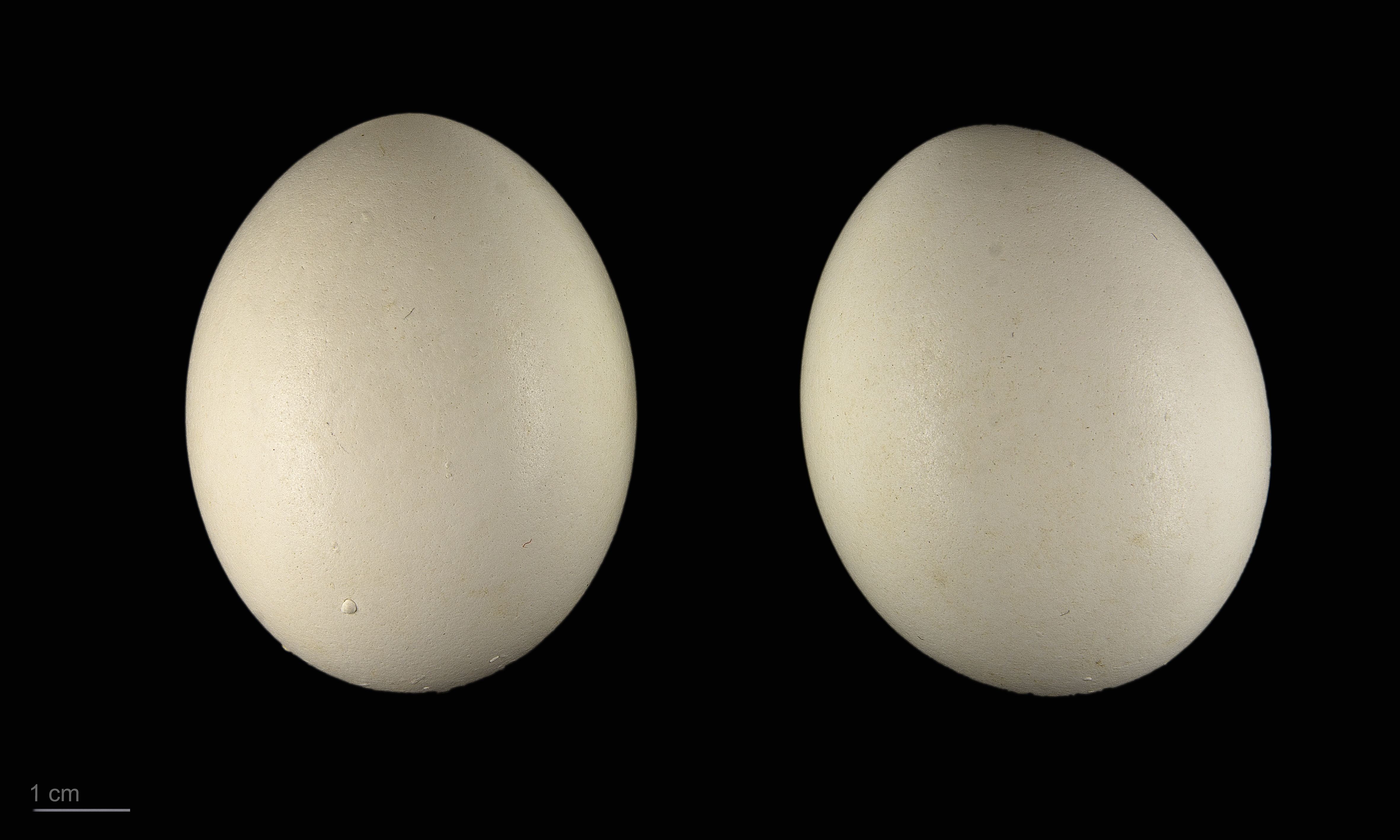
Bubo scandiacus - MHNT

Generalmente son monógamos y se aparean de por vida. El cortejo puede comenzar en pleno invierno y durar hasta marzo y abril. Cuando haya alguna hembra cerca, los machos volarán en un vuelo ondulado para atraer su atención. En el suelo, los machos se inclinarán, hincharán las plumas y se pavonearán con las alas extendidas. También matarán y mostrarán presas para impresionar y alimentar a las hembras. 
Esta especie de búho anida casi exclusivamente en el suelo, construyendo un hoyo en la parte superior de un montículo y rodeándolo de restos de vegetación y plumas. Eligen un sitio con buena visibilidad, con fácil acceso a las áreas de caza y libre de nieves. En ciertas ocasiones también reutilizan nidos de águila abandonados. 
La temporada de cría transcurre de mayo a junio y, dependiendo de la cantidad de presas disponibles, el tamaño de las nidadas varía de 5 a 8 huevos (llega a 11 cuando hay abundancia de alimento), que se ponen de uno en uno, aproximadamente cada dos días. La hembra realiza la incubación por sí sola y el macho le proporcionará el alimento. La eclosión se produce aproximadamente cinco semanas después de la puesta y ambos padres cuidan a las crías, que nacen cubiertas de un plumón blanco. Los polluelos eclosionan de uno en uno y, cuando el último lo ha hecho, su hermano mayor puede ser hasta 10 a 15 veces más grande que él; sin embargo, no parece que existan peleas entre los hermanos y no hay evidencia de que se maten entre sí. Tanto el macho como la hembra defienden el nido y sus crías de los depredadores, a veces mediante técnicas de distracción. 
En algunas ocasiones, los machos pueden aparearse con dos hembras que pueden anidar a un kilómetro de distancia. Las crías comienzan a abandonar el nido después de unos 25 días, mucho antes de que puedan volar. Empiezan a volar a los 50 a 60 días.
La esperanza de vida en libertad es de diez años, y pueden llegar hasta los 35 años en cautividad.

## Cultura popular

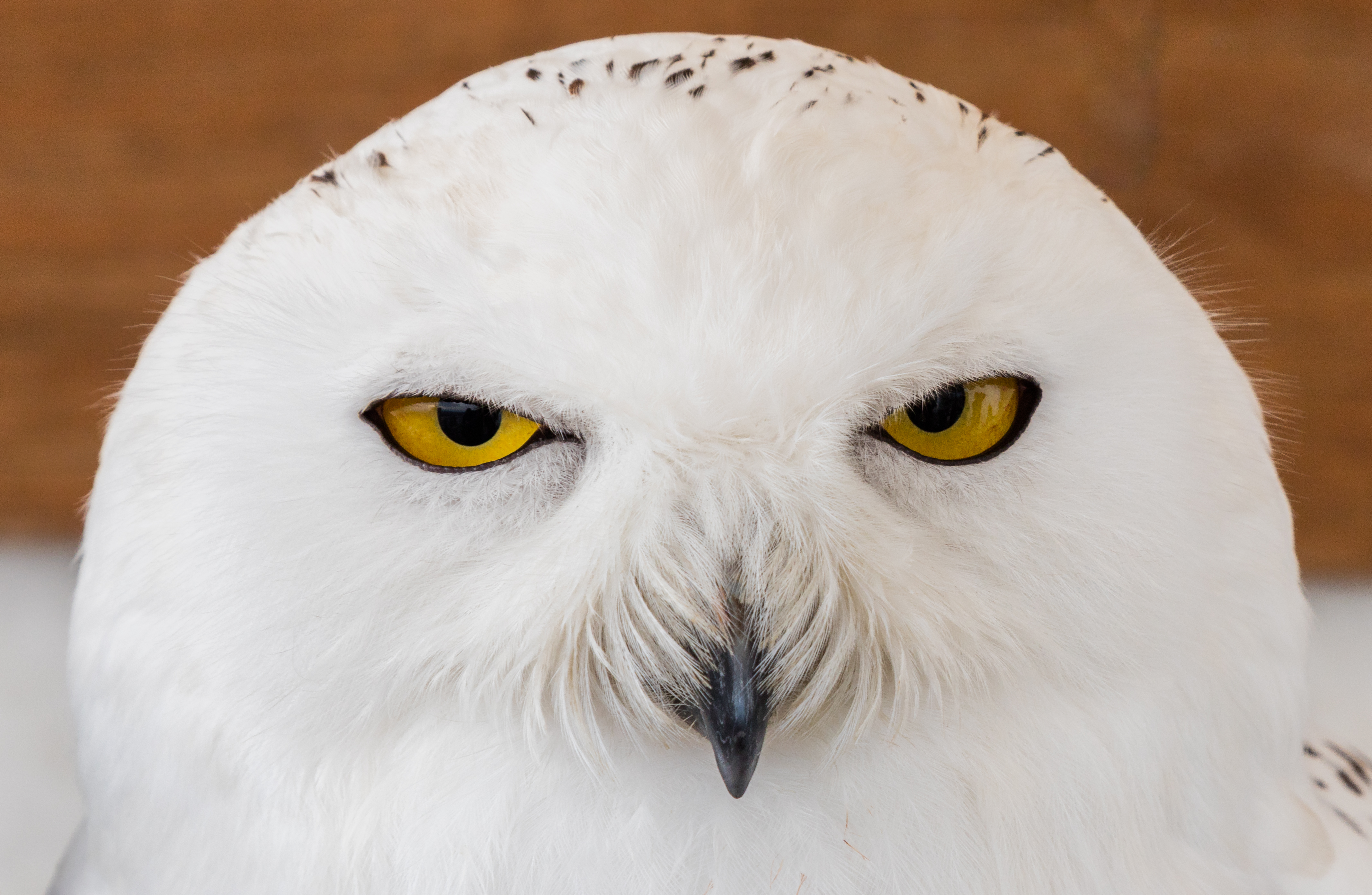
Detalle de la cabeza

Hedwig, la lechuza de Harry Potter, es un búho nival. Si bien en la edición española la denominan «lechuza blanca», en el original inglés la identifican con precisión como «snowy owl», es decir, «búho nival». Aunque los libros la identifican como hembra, para rodar las películas utilizaron machos, por ser de un color blanco más brillante.

## Conservación
Después de ser considerado de preocupación menor por la UICN desde 1988, el búho nival se actualizó a vulnerable en 2017. Las primeras estimaciones de aproximadamente 200 000 individuos se consideran ahora muy sobrestimadas, y se cree que el tamaño total de la población es de 28 000 individuos (en Europa entre 1400 y 4600 ejemplares). Esta especie se encuentra amenazada principalmente por el cambio climático, que la amenaza directa e indirectamente a través de sus presas.